# Diane-et-Kerprich
Diane-et-Kerprich is een voormalige gemeente in het Franse departement Moselle in de toenmalige regio Lotharingen.

## Geschiedenis
De gemeente werd in 1972 gevormd door de fusie van de gemeenten Diane-Capelle en Kerprich-aux-Bois en maakte deel uit van het kanton Sarrebourg het gelijknamige arrondissement. Op 1 januari 1985 werd gemeente opgeheven en weden Diane-Capelle en Kerprich-aux-Bois weer zelfstandige gemeenten.

## Afbeeldingen

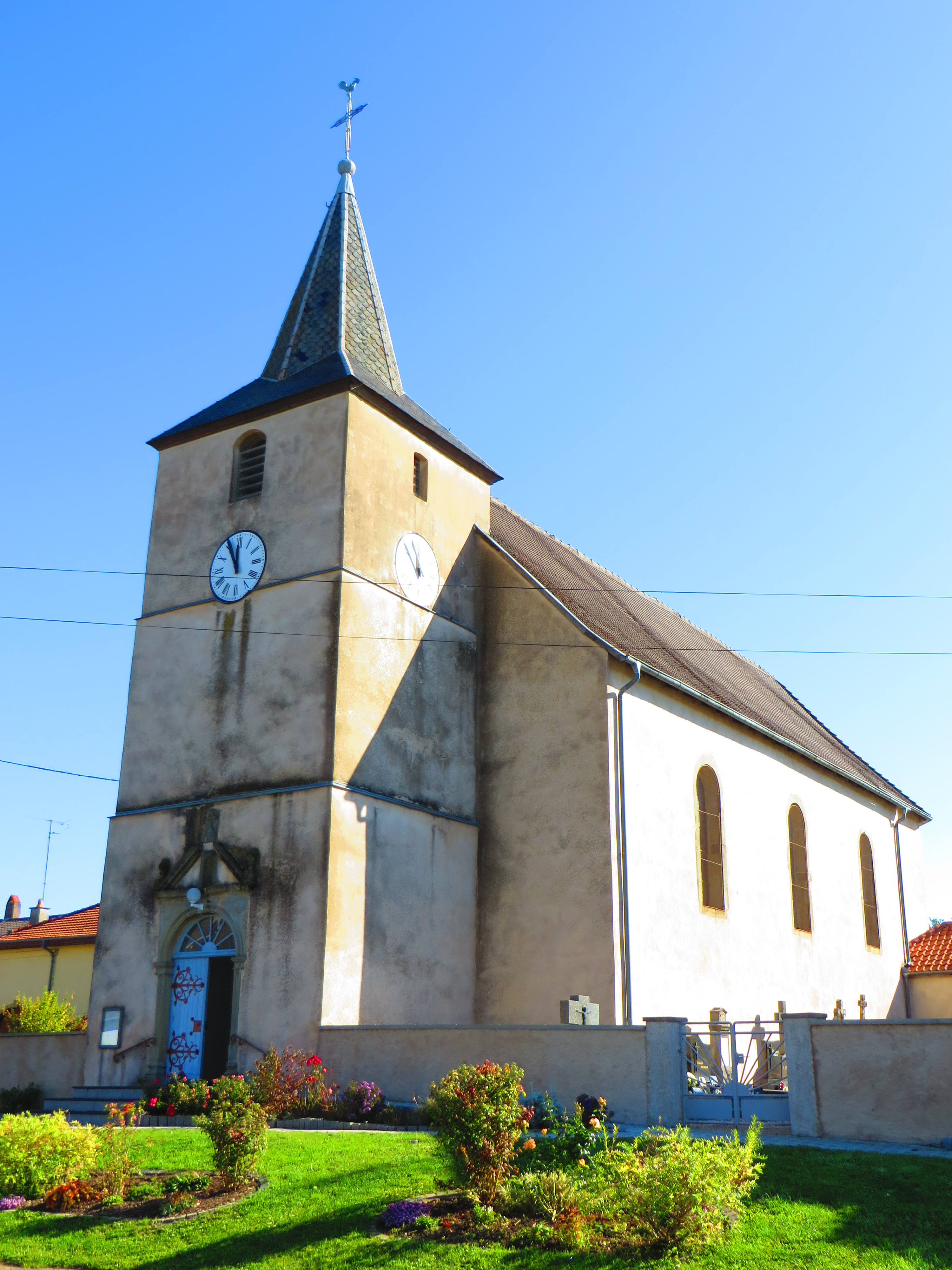
De kerk van Diane-Capelle
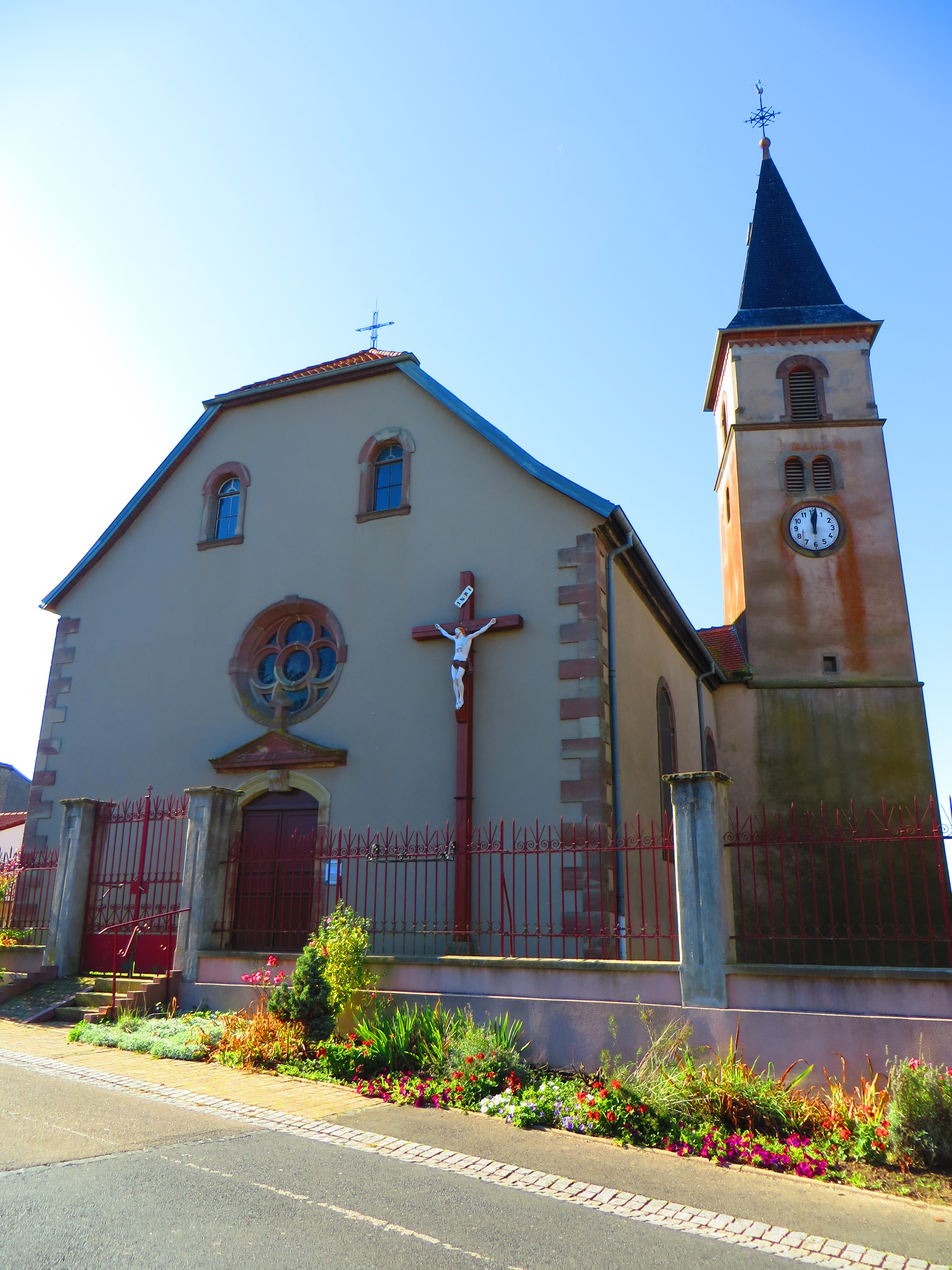
De kerk van Kerprich-aux-Bois